# Zhang Zhijie
Zhang Zhijie (张志杰S, Zhāng ZhìjiéP; Jiaxing, 30 gennaio 2007 – Yogyakarta, 30 giugno 2024) è stato un giocatore di badminton cinese.

## Biografia
Zhang vinse il Dutch Junior International del 2024 battendo il connazionale Hu Zhe'an 21–10, 11–21, 13–21.
Raggiunse poi la finale del German Junior del 2024, perdendo contro Wang Zijun 13–21, 21–16, 16–21.
Durante una partita dei Campionati Asiatici Juniores di Badminton del 2024 Zhang, in gara contro Kazuma Kawano, si accasciò improvvisamente sul campo durante la partita, con il punteggio fermo sul 11-11. Morì a Yogyakarta il 30 giugno 2024 all'età di 17 per arresto cardiaco.
La giocatrice indiana di badminton P. V. Sindhu e il giocatore malese di badminton Lee Chong Wei espressero le loro condoglianze alla famiglia di Zhang così come la Federazione Mondiale di Badminton, Badminton Asia, l'Associazione Cinese di Badminton e l'Associazione Indonesiana di Badminton dichiararono di essere profondamente rattristate per la perdita di Zhang.
I netizen cinesi e l'Agenzia di Stampa Xinhua criticarono gli eventi che portarono alla sua morte dopo che un video mostrò un medico correre verso Zhang, per poi fermarsi al bordo del campo in attesa del permesso dell'arbitro. In risposta, l'Associazione Indonesiana di Badminton annunciò che avrebbe chiesto alla Federazione Mondiale di Badminton di riconsiderare la regola richiedente ai medici di aspettare il permesso prima di assistere i giocatori.
Alla cerimonia di premiazione dei Campionati Asiatici Juniores di Badminton del 2024, la maglia di Zhang fu sollevata sul podio. Gli fu assegnata la medaglia d'oro postuma.